# Henri Verneuil
Henri Verneuil (15 de octubre de 1920 – 11 de enero de 2002) fue un director cinematográfico y guionista francés de origen armenio.

## Biografía
Su verdadero nombre era Ashod Malakian, y nació en Tekirdağ, Turquía, en el seno de una familia armenia. En el período posterior al genocidio armenio, siendo Ashod niño, su familia huyó a Francia, asentándose en Marsella. Posteriormente narraba sus experiencias de la infancia en la novela Mayrig, la cual dedicó a su madre, que adaptó en la película homónima y que tuvo una secuela al año siguiente (588, rue Paradis).
En 1947 Henri Verneuil convenció al consolidado actor cinematográfico europeo Fernandel para que actuara en su primera película. Posteriormente trabajó con estrellas de la talla de Jean Gabin, Alain Delon, Lino Ventura (todos los cuales actuaron para él en la película de 1969 Le clan des siciliens), Jean-Paul Belmondo (Le corps de mon ennemi en 1976, entre otros títulos), Omar Sharif, Claudia Cardinale y Michèle Morgan. 
En 1996 fue recompensado con un Premio César por su trayectoria artística.
Henri Verneuil falleció en Bagnolet, París, en 2002, a causa de un ataque al corazón. Fue enterrado en el Cementerio Saint-Pierre de Marsella.

## Filmografía
- Pipe chien (1950)
- On demande un bandit (1950)
- Maldonne (1950)
- La légende de Terre-Blanche (1950)
- L'art d'être courtier (1950)
- La Table-aux-Crevés (1995, también guionista)
- Le fruit défendu (1952, también guionista)
- Brelan d'As (1952)
- Le boulanger de Valorgue (1953)
- Carnaval (1953-basada en la obra de teatro de 1922 Dardamelle, de Émile Mazaud)
- El enemigo público número 1 (1953)
- La oveja tiene cinco patas (1954, también guionista)
- Les amants du Tage (1955)
- Des gens sans importance (1955, también guionista)
- Paris, Palace Hôtel (1956, también guionista)
- Une manche et la belle (1957, también guionista)
- Sois belle et tais-toi (1958)
- Maxime (1958, también guionista)
- Le Grand chef (1959)
- La vaca y el prisionero (1959, también guionista, con Fernandel)
- L'affaire d'une nuit (1960)
- La francesa y el amor (1960)
- El presidente (1961, también guionista, con Jean Gabin-basada en la novela de 1958 Le Président, de Georges Simenon)
- Los leones andan sueltos (1961)
- Un mono en invierno (1962)
- Gran jugada en la Costa Azul (1963, Premio Edgar de 1964 al mejor film extranjero, con Alain Delon y Jean Gabin-basada en la novela de 1960 The Big Grab, de John Trinian)
- Cien mil dólares al sol (1964, también guionista, con Lino Ventura)
- Fin de semana en Dunkerque (1964)
- La hora 25 (1967, también guionista, con Anthony Quinn-basada en la novela de 1949 Ora 25, de C. Virgil Gheorghiu)
- Los cañones de San Sebastián (1968, con Anthony Quinn y Charles Bronson-basada en la novela A wall for San Sebastian, de William Barby Faherty)
- El clan de los sicilianos (1969, también guionista, con Alain Delon, Jean Gabin y Lino Ventura-basada en la novela de 1967 Le Clan des Siciliens, de Auguste Le Breton)
- Le casse (1971, también guionista, con Jean-Paul Belmondo)
- El serpiente (1973, también guionista-basada en la novela Night Flight from Moscow, de Pierre Nord)
- Peur sur la ville (1975, también guionista)
- Le corps de mon ennemi (1976, también guionista)
- I... como Ícaro (1979, también guionista, con Yves Montand)
- Mille milliards de dollars (Mil millones, 1982, también guionista)
- Rufianes y tramposos (1984, también guionista)
- Mayrig (1991, también guionista) (basada en el libro autobiográfico Mayrig, publicado en España como Mi madre)
- 588, rue Paradis (1992, también guionista)